# ОТ-гибриды

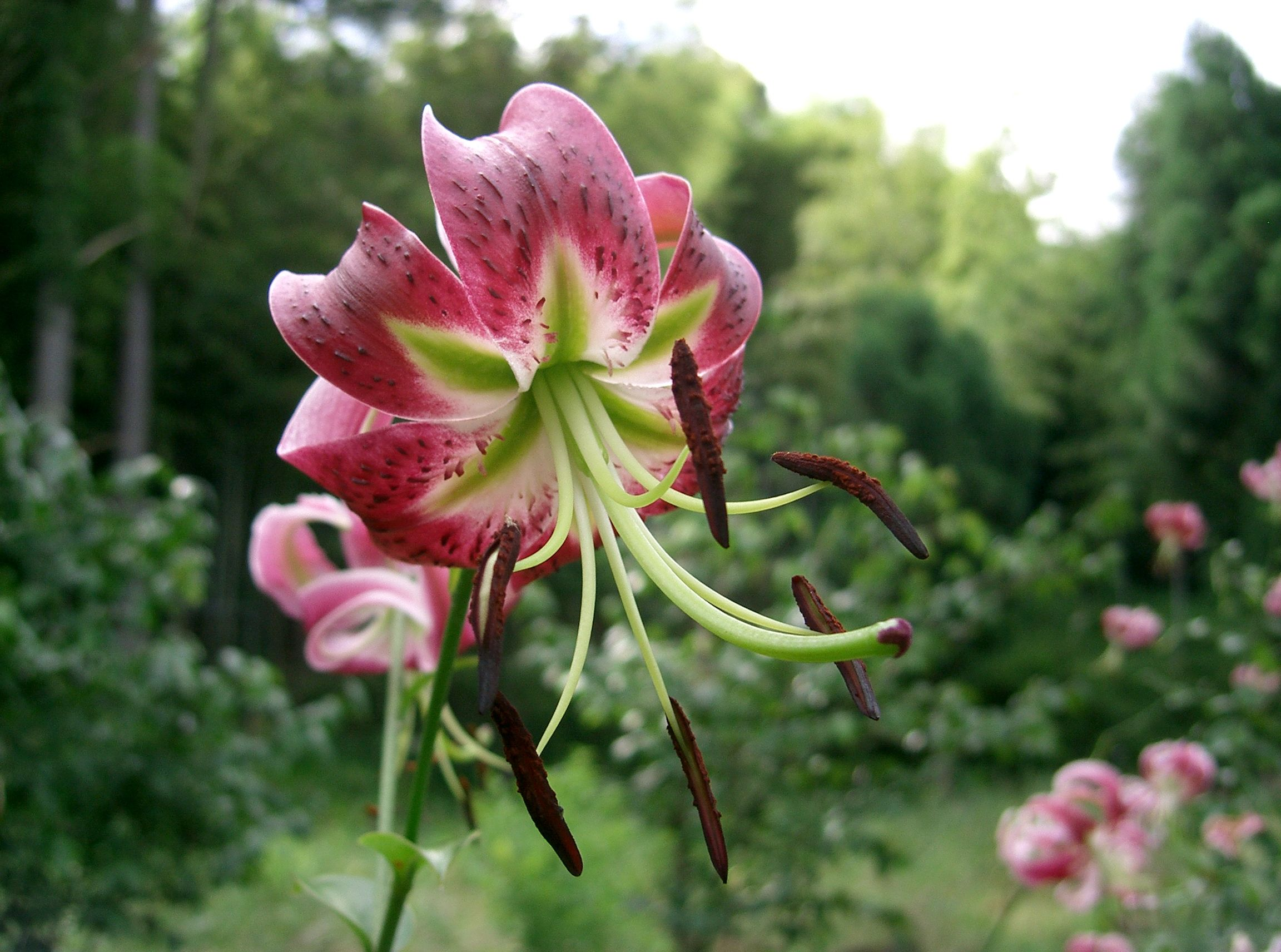
Lilium 'Black Beauty'

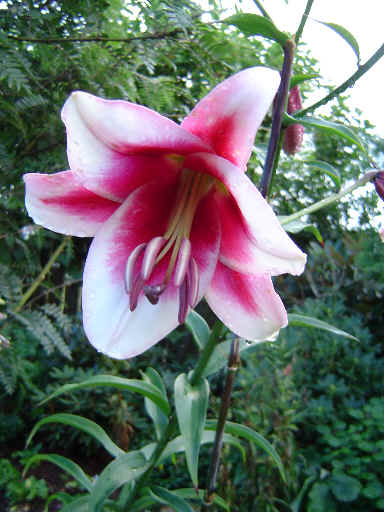
Lilium 'Northern Carillon'

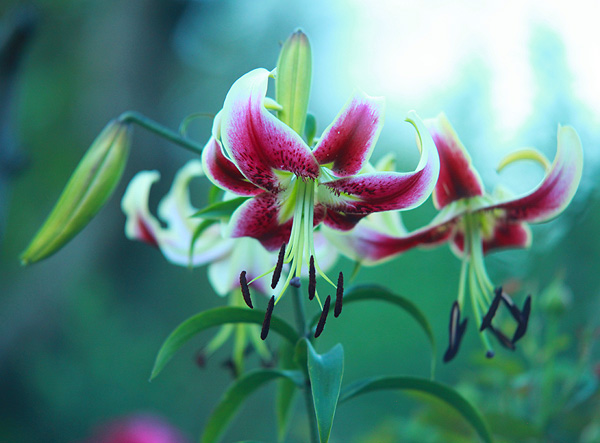
Lilium 'Sheherazade'

ОТ-гибриды, или Ориенпеты (англ. Orienpet hybrids, OT-hybrids, OP-hybrids, Oriental/Trumpet hybrids) — одна из современных групп сортов лилий сложного гибридного происхождения, входящих в VIII раздел по классификации третьего издания Международного регистра лилий.
В эту группу входят сорта, исключённые из VI и VII разделов классификации. ОТ-гибриды получены в результате скрещивания между Восточными (англ. Oriental) и Трубчатыми (англ. Trumpets) гибридами, созданными на основе Lilium henryi, Lilium auratum, Lilium japonicum, Lilium nobilissimum, Lilium ×parkmanii, Lilium rubellum и Lilium speciosum.
Растения обладают прочными, крепкими побегами и сильным ростом. Цветки крупные (20—25 см), широкочашевидной, воронковидной или чалмовидной формы, направлены вверх или в сторону, разнообразной окраски, с умеренно выраженным ароматом. ОТ-гибриды характеризуются высокой устойчивостью к заболеваниям и хорошей зимостойкостью. Сорта этой группы выращиваются на срезку и в качестве декоративных садовых растений.

## История
Первый сорт этой группы появился в 1957 году в США. На поле селекционера Лесли Вудриффа цвело 50 тысяч экземпляров L. speciosum var. rubrum, которую решили опылить смесью пыльцы различных лилий. Созрела всего одна коробочка, семена которой посеяли, а сеянцы довели до цветения. Сорт был назван 'Black Beauty' (= Lilium henryi × Lilium speciosum var. rubrum). Она вырастала до 2 м, формировала на одном стебле множество тёмно-вишнёвых цветков с приятным слабым ароматом. 'Black Beauty' до сих пор выращивают во многих странах.
С помощью колхицина из стерильного диплоидного 'Black Beauty' было получено фертильное тетраплоидное. С этого момента в США, Канаде, Голландии и Японии начались работы по созданию ОТ-гибридов.
В 70-е годы XX века на американской фирме «Сан Вэлли» на основе тетраплоида 'Black Beauty' было создано множество лилий такой же окраски, но с более крупными цветками. В середине 80-х годов Роберт Грисбах, используя тетраплоиды 'Black Beauty' и 'White Henryi' (группа Орлеанские Гибриды), получил знаменитый сорт 'Leslie Woodriff' с пониклыми крупными малиново-красными цветками с белыми краями долей околоцветника. Этот сорт в дальнейшем использовали в селекционной работе, получая тетраплоиды.
В Канаде Вильбером Роналдом в результате сложной работы был получен знаменитый сорт 'Northern Carillon'. По опросам членов Американского общества любителей лилий в течение многих лет 'Northern Carillon' признавался самым лучшим сортом.
В Голландии велись работы по созданию «вверхсмотрящих» ОТ-гибридов. В 1998 году на выставке в парке Кейкенхоф был продемонстрирован ОТ-гибрид 'Yelloween' с направленными вверх бутонами и цветками светло-жёлтой окраски.

## Культивирование
По агротехнике ОТ-гибриды схожи с Восточными гибридами, но предпочитают субстрат с большим количеством хвойного опада и песка.
В средней полосе России с середины сентября до устойчивых заморозков рекомендуется укрывать посадки полиэтиленовой плёнкой для защиты от чрезмерных осадков. Подсушенная таким образом почва — основа правильной зимовки ОТ-гибридов в климате этой местности.
С начала периода распускания листьев до цветения производится 3-4 подкормки минеральными удобрениями. Органические подкормки использовать не рекомендуется. Посадки рекомендуется мульчировать и укрывать на зиму хвойным опадом.

## Некоторые сорта
- 'Anastasia'
- 'Donato'
- 'Honeymoon'
- 'Conca d’Or'
- 'Robina'
- 'Miss Feya'
- 'Ovatie'
- 'Sheherazade'